# Diocesi episcopale della Florida sud occidentale
La diocesi della Florida sud occidentale (in inglese: Episcopal Diocese of Southwest Florida) è una sede della Chiesa Episcopale situata nella regione ecclesiastica Provincia 4. Nel 2010 contava circa 36.000 battezzati. È attualmente retta dal vescovo Dabney T. Smith.

## Territorio
La diocesi comprende la parte sud occidentale dello stato della Florida (Stati Uniti), e dieci contee: Charlotte, Collier, DeSoto, Hernando, Hillsborough, Lee, Manatee, Pasco, Pinellas e Sarasota.
Sede vescovile è la città di Saint Petersburg, dove si trova la cattedrale di San Pietro (Cathedral Church of St. Peter).
Il territorio si estende su 31.445 km² ed è suddiviso in 77 parrocchie, tra le quali 7 vicariati.

## Cronotassi dei vescovi
- William Loftin Hargrave (1969 - 1975)
- Emerson Paul Haynes (1975 - 1988)
- Rogers Sanders Harris (1989 - 1997)
- John Bailey Lipscomb (1997 - 2007)
- Dabney Tyler Smith, dal 2007

## Vicariati
- Vicariato di Clearwater.
- Vicariato di Fort Myers.
- Vicariato di Manasota.
- Vicariato di Naples.
- Vicariato di Saint Petersburg.
- Vicariato di Tampa.
- Vicariato di Venice.